# Trading-Down (Raumplanung)
Der Begriff Trading-Down, auch Trading-Down-Effekt, bezeichnet in der Raumplanung den Entwicklungstrend eines Stadtteilzentrums vom vollständigen Angebot mit pulsierendem Leben zu zunehmenden Leerständen inklusive ausbleibender Kundschaft. Diesem Trend kann nur durch gezielte Förderung von Einzelhandel im Stadtteilzentrum und politische Einflussnahme auf die Quartiersentwicklung entgegengewirkt werden.

## Definition
Der Trading-Down-Effekt ist der typische Entwicklungstrend eines Stadtteilzentrums, bei dem sich dieses vom vollständigen Angebot mit pulsierendem Leben zu zunehmenden Leerständen inklusive ausbleibender Kundschaft umkehrt. Neben Leerständen sind auch vermietete Gewerbeeinheiten ein Indikator für diesen Effekt, wenn ihre Nutzung nicht zur Nachfrage und zum Angebot des Standortes passt. Dabei ist die Chance groß, dass diese zu potenziellen zukünftigen Leerständen werden oder mit der Zeit hochwertige Angebote durch Billiganbieter ersetzt werden (z. B. Spielhallen oder Ein-Euro-Läden). Dies führt zwangsläufig zu einem Imageverfall des Standortes.
Am Ende dieser Entwicklung stehen immer Ladenleerstände mit kurz- und langfristigen Folgen. Als Erstes machen sich Umsatzeinbußen bei den Eigentümern jener leer stehenden Immobilien bemerkbar, wodurch die Fähigkeit sinkt, in die eigene Immobilie investieren zu können. So bleiben notwendige Modernisierungen und Anpassungen an die konkrete Nachfrage aus, was zur Folge haben kann, dass potenzielle Investoren dem Standort fernbleiben, weil das aktuelle Immobilienangebot nicht ihren Anforderungen und Vorstellungen entspricht. Weiterhin strahlt eine Häufung von Leerständen negativ auf das Umfeld aus, die in der Folge noch weitere Leerstände erzeugt und im Endeffekt zum Funktionsverlust oder gar im schlimmsten Fall zu einer Verödung des gesamten Stadtteilzentrums führen kann.

## Maßnahmen
Der Trading-Down-Effekt bedeutet das In-Gang-Kommen eines Teufelskreises, dem nur mit gezielten stadtplanerischen Maßnahmen begegnet werden kann: Hierzu ist eine kontinuierliche Beobachtung des Standorts notwendig. Insbesondere in neuerer Zeit spielt im Rahmen des Programms „Soziale Stadt“ der Trading-Down-Effekt eine tragende Rolle.
Sofern die Gewerbeeinheiten in einer Hand liegen, ist ein Ladenbesetzungs-Management wie in einem Einkaufszentrum möglich, wo ein attraktiver Gewerbemix angeboten wird. Liegt eine zersplitterte Eigentumsstruktur vor, stehen die Einzelinteressen der Eigentümer (hohe Rendite) im Zielkonflikt mit einer für die Bewohner des Stadtteils adäquaten Nutzung der Gewerbeflächen (wenig Leerstand, ausgewogener Branchenmix). Konsequent besteht ein Lösungsansatz darin, die Eigentumsverhältnisse zu vereinfachen und möglichst viele Einheiten in möglichst wenige Hände zu übertragen.
Insbesondere im Stadtmanagement spielt die politische und stadtplanerische Einflussnahme auf von Trading-Down betroffene Stadtteilzentren eine entscheidende Rolle. Vor allem Hinblick der Sicherung einer schnelleren, bestenfalls fußläufigen Erreichbarkeit und im Sinne der Nachhaltigkeit werden so vielfach Stadtteilzentren wieder aufgewertet.

## Beispiel
Im Olympischen Dorf in München gilt die „Olywelt“ als „tragfähiges Modell“ zur Lösung des Problems in Form einer genossenschaftlich organisierten Bürgergesellschaft, welche dort Einfluss auf Gestaltung und Besetzung der Läden nimmt und in diesem Zusammenhang auch selbst Gewerbeeinheiten aufkauft.